# Picote
Picote (in mirandese Picuote) è una freguesia portoghese nel comune di Miranda do Douro, con 19,95 km² di superficie e 230 abitanti (censimento 2021). La sua densità di popolazione è di 11 ab/km².
Il villaggio di Picote ha una particolarità: si parla solo mirandese e le strade del villaggio hanno doppie indicazioni in mirandese e portoghese, cosa che è diventata motivo di curiosità in Portogallo.

## Monumenti e luoghi di interesse
- Diga di Picote - Situata vicino alle scogliere del Douro, la diga idroelettrica fu costruita nel 1958, con una capacità di scarico di 11000m³.
- Conjunto Habitacional da Central Hidroelétrica do Picote[2]
- Ecomuseo della Terra di Miranda - Inaugurato nell'aprile 2010, dedicato alla conservazione e gestione delle risorse naturali locali..
- Atalaia de Esculca[2]
- Capela de Santa Cruz[2]
- Capela de Santo Cristo[2]
- Chafariz da Fonte Salsa[2]
- Chafariz de Sanguinho [2]
- Eremitério Os Santos[2]
- Igreja Paroquial de Picote / Igreja de São João Baptista[2]